# Aeroportul Hakkari Yüksekova
Aeroportul Hakkari Yüksekova (IATA: YKO, ICAO: LTCW) este un aeroport din Yüksekova⁠(d), Provincia Hakkâri, Turcia ce deservește zona Hakkari. Aeroportul a fost tranzitat în 2022 de 107.438 de pasageri. A fost numit după Saladin.
Situat la o altitudine de 1.950 m, aeroportul dispune de o singură pistă.